# Physalaemus rupestris
Physalaemus rupestris är en groddjursart som beskrevs av Caramaschi, Carcerelli och Renato Neves Feio 1991. Physalaemus rupestris ingår i släktet Physalaemus och familjen Leiuperidae. IUCN kategoriserar arten globalt som otillräckligt studerad. Inga underarter finns listade i Catalogue of Life.